# Heinrich von Brühl
Heinrich von Brühl (Gangloffsömmern, 13 d'agost de 1700 – Dresden, 28 d'octubre de 1763), va ser un aristòcrata alemany que va ser primer ministre i favorit d'August III, rei de Polònia i Príncep elector de Saxònia.

## Biografia
És conegut pels problemes que Saxònia i Polònia van patir sota la seva administració, així com pel seu fast i les seves prodigalitats. Va deixar a la ciutat de Dresden una col·lecció de 62.000 volums. Era propietari del palau Brühl-Marcolini, del domini de Seifersdorf i del castell de Oberlichtenau a la Saxònia.
Caigut en desgracia a la mort del rei, va seguir tres setmanes més tard el seu sobirà a la tomba. L'emperadriu Caterina II de Rússia va tornat a comprar després de la mort del comte la seva col·lecció de més de sis-cents quadres per l'Hermitage de Sant Petersburg el 1765.

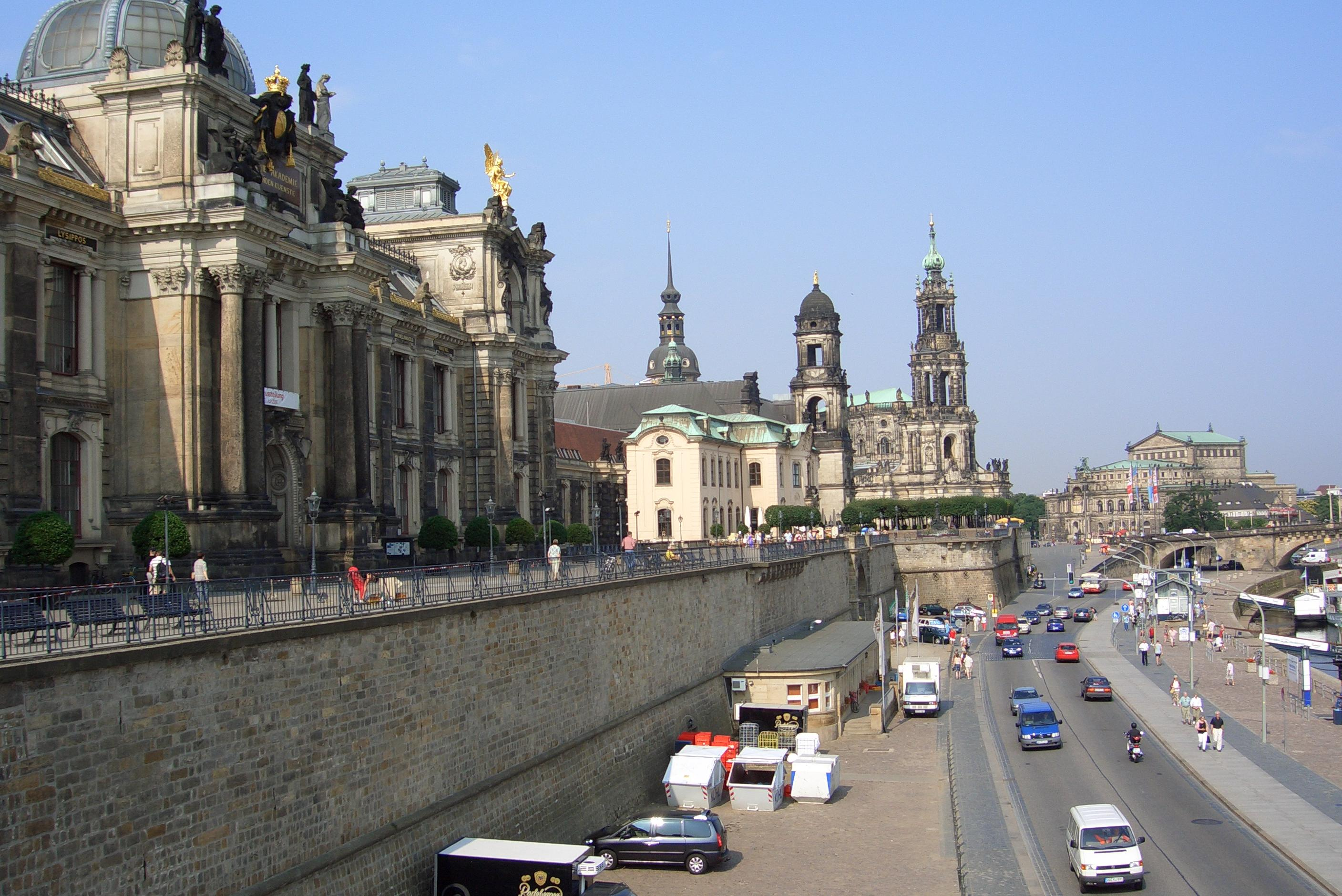
Terrassa de Brühl, Dresden

Una terrassa porta el seu nom, la terrassa de Brühl, a Dresde, dominant l'Elba, on es trobava el Palau Brühl, avui destruït.